# Richard Rush (reżyser)
Richard Rush (ur. 15 kwietnia 1929 w Nowym Jorku, zm. 8 kwietnia 2021 w Los Angeles) – amerykański reżyser, scenarzysta i producent filmowy.
Był nominowany w 1981 do Oscara, za reżyserię filmu Kaskader z przypadku (1980) z Peterem O’Toolem w roli głównej. Z kolei w 1995 otrzymał nominację do Złotej Maliny, dla najgorszego reżysera za film Barwy nocy (1994) z udziałem Bruce’a Willisa i Jane March. Barwy nocy otrzymały także Złotą Malinę dla najgorszego filmu; z kolei magazyn Maxim wyróżnił ten film jako posiadający najlepszą scenę seksu w historii kina.
Zmarł po długiej chorobie w swoim domu w Los Angeles 8 kwietnia 2021, tydzień przed 92. urodzinami.

## Wybrana filmografia
Reżyseria:
- Za wcześnie na miłość (1960); także scenariusz i produkcja
- A Man Called Dagger (1967)
- Thunder Alley (1967)
- Aniołowie Piekieł (1967)
- Dzieci miłości (1968)
- Zbuntowany Harry (1970); także produkcja
- Szaleni detektywi (1974); także produkcja
- Kaskader z przypadku (1980); także scenariusz i produkcja
- Barwy nocy (1994)
- The Sinister Saga of Making „The Stunt Man” (2001)

Scenariusz:
- Air America (1990; reż. Roger Spottiswoode)